# Ishbel Hamilton-Gordon
Ishbel Maria Hamilton-Gordon, Marchioness of Aberdeen and Temair, vanligen kallad bara Lady Aberdeen, född Isabel[a] Maria Marjoribanks den 15 mars 1857 i London, död 18 april 1939 i Aberdeen, Skottland, var en brittisk (skotsk) författare, filantrop och kvinnorättsaktivist. 
Hon var gift med John Hamilton-Gordon, 1:e markis av Aberdeen och Temair, och som sådan vicedrottning av Kanada 1893–1898 och Irland 1906–1915. Hon var ordförande för National Council of Women of Canada, samt för International Council of Women tre gånger: som dess första ordförande 1893–1899; andra gången 1904–1920 och tredje gången 1922–1936. 